# Нелиповцы
Нели́повцы (укр. Нелипівці, рум. Nelipăuţi — Нелипэу́ць) — село в Кельменецкой поселковой общине Днестровского района Черновицкой области Украины.

## Название
По легенде, на этом месте была деревня пчеловодов — Липовцы, окруженная липовыми рощами, но во время ордынского нашествия большую часть жителей зарубили (покосили) саблями, а оставшиеся в живых основали деревню Косовцы которую называли также и Нелиповцы, а местную реку — Ромоданка, которая течёт между двумя холмами — «могилками Романа и Данко», назвали в честь двух юных жителей Липовцев, которые ценой своей жизни помогли спастись будущим основателям Нелиповцев.

## История
По результатам археологических раскопок выяснено, что территория села была заселена с древнейших времен. Там обнаружены остатки поселений трипольской (IV—III тыс. до н. э.), черняховской (III — начало V века н. э.) и других культур. Ныне существующее село возникло в XIV—XV века, видимо, на основе двух поселений — судя по легендарной топонимике «нелиповцев и косовцев».
По легенде, село было основано на месте чудесного излечения водами местного сероводородного источника одного турка-пастуха. Турок выздоровел и «поставил знак» на месте будущего села.
Впервые село упоминается в 1552 году в грамоте молдавского господаря Стефана Рареша, который подтвердил право владеть ключнику боярину Козьмы Генге половиной села Нелипэуць и другими деревнями. В 1622 году господарь Стефан Томша издал грамоту о владении половиной села Нелипэуць и другими деревнями Аврааммом с Лукачан и его сестрой Оксаной. В 1715 года турки создали Хотинскую райю и составили реестр её деревень, среди которых есть и село Нелюпова (пустое, доверенное Мехмед Алемдару). Вероятно, о факте возвращения жителей свидетельствует упоминание, что в 1721 году была основана «деревня в несколько домов», которая за 50 лет расширилась до пятидесяти дворов. Здесь была деревянная турецкая мечеть, которая в 1808—1825 гг была перестроена в церковь во имя Воздвижения Святого Креста, а также турецкое кладбище. В 1769 году турки были изгнаны с Хотинщины русскими войсками. Молдавская власть была восстановлена и сёла отданы бывшим помещикам или их потомкам. Согласно реестру 1772 года, село Нелипауц принадлежало Йордаки Кантакузино. В нём числилось 24 двора, один священник и жид.
В 1806 году, во время очередной русско-турецкой войны, русские войска вновь вошли в деревню, и по Бухарестскому мирному договору 1812 года — село было включено в состав Бессарабской губернии Российской империи.
По переписи населения Российской империи 1897 года — в Нелиповцах проживало 580 жителей: 296 мужчин и 284 женщины.
В 1953—1959 годы здесь был построен Кельменецкий сахарный завод. (в советское время входивший в число трёх крупнейших предприятий Кельменецкого района).
До 2020 года входило в Кельменецкий район

## Транспорт
Село расположено у железной дороги (перегон Ларга (Молдавия) — Ивановцы (Украина)).